# Enrico Becker

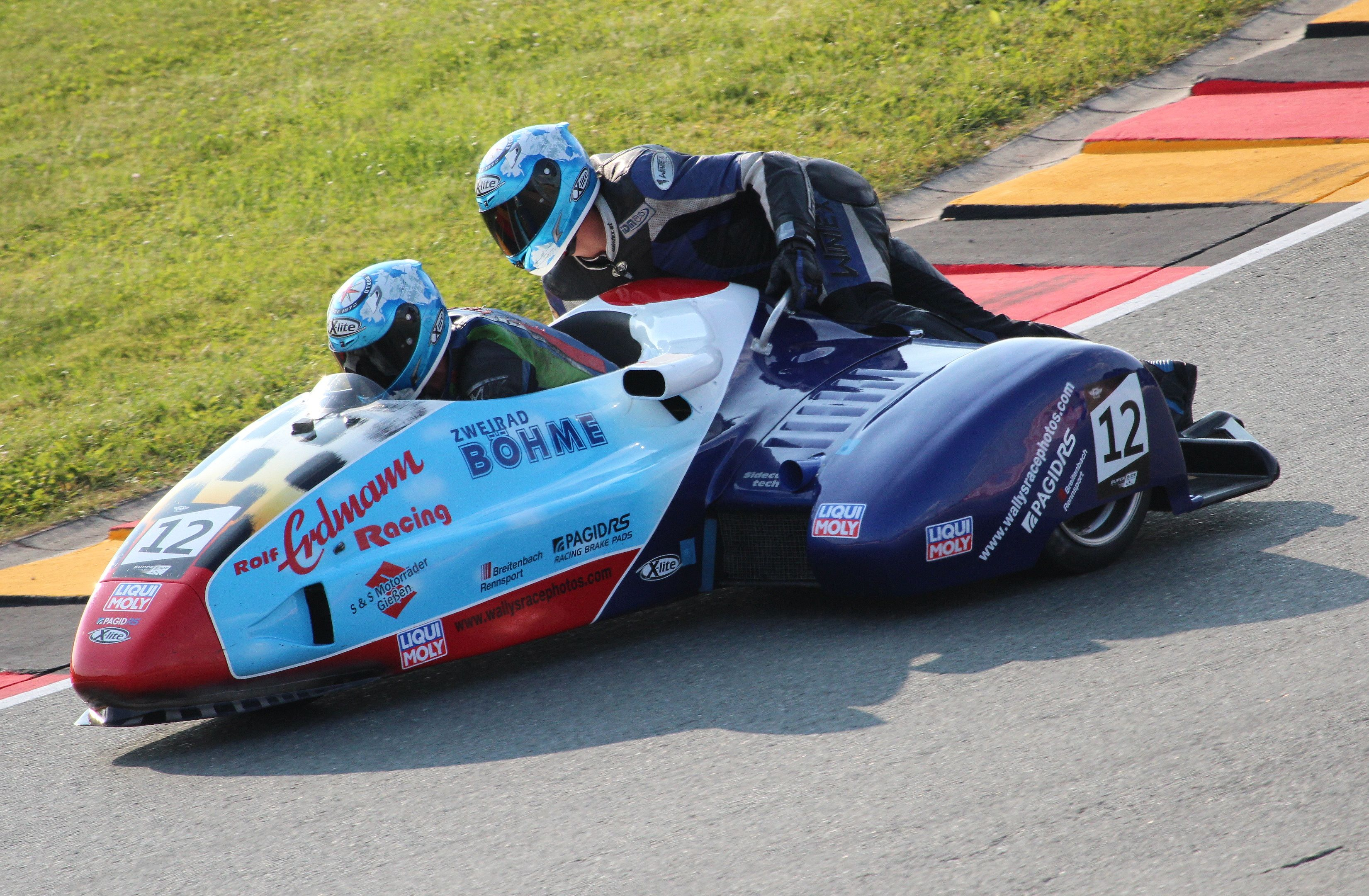
Hock/Becker beim WM-Lauf auf dem Sachsenring 2013

Enrico Becker (* 24. August 1982 in Wernigerode; † 12. Juli 2014 in Hohenstein-Ernstthal) war ein deutscher Motorradrennfahrer.
Becker wohnte in Drübeck und war dort aufgewachsen. Sein erstes Rennen absolvierte er 1999 auf dem Hockenheimring, aus dem er als Sieger hervorging. 2005 wurde er Beifahrer von Kurt Hock und mit ihm viermal (2009, 2010, 2011 und 2012) deutscher Vizemeister in der Gespannklasse. Das beste Gesamtergebnis in der Weltmeisterschaft erreichte Becker mit Hock 2011, als das Gespann in der Gesamtwertung Dritter hinter Pekka Päivärinta/Adolf Hänni und Ben Birchall/Tom Birchall wurde. Ein Sieg in einem Weltmeisterschaftslauf war ihm nicht vergönnt. Als Kurt Hock 2010 am Sachsenring gewann, fehlte Becker verletzungsbedingt.
Am 12. Juli 2014 verunglückte er beim zweiten Zeittraining der Gespanne vor dem Lauf zur Weltmeisterschaft im Rahmen des Großen Preises von Deutschland  auf dem Sachsenring tödlich. Das von Kurt Hock gelenkte und aktuell an dritter Stelle des Trainings liegende LCR-Suzuki-Gespann fuhr ohne Einwirkung Dritter ungebremst eingangs der Sachsenkurve rechts über den Kiesstreifen in die Leitplanke und ging sofort in Flammen auf. Becker starb noch am Unfallort, während Hock mit schweren Verletzungen in eine Unfallklinik nach Chemnitz gebracht wurde und seitdem ein Pflegefall ist.